# Alep Tjuoiva
Alep Tjuoiva är en sjö i Arjeplogs kommun i Lappland och ingår i Piteälvens huvudavrinningsområde. Sjön har en area på 0,392 kvadratkilometer och ligger 470,9 meter över havet. Alep Tjuoiva ligger i Tjeggelvas Natura 2000-område. Sjön förenas genom ett sund med Lulep Tjuoiva och avrinner genom flera utlopp till den stora sjön Tjeggelvas.

## Delavrinningsområde
Alep Tjuoiva ingår i det delavrinningsområde (739161-158262) som SMHI kallar för Utloppet av Alep Tjuoiva. Medelhöjden är 472 meter över havet och ytan är 2,41 kvadratkilometer. Räknas de 17 avrinningsområdena uppströms in blir den ackumulerade arean 186,2 kvadratkilometer. Det vattendrag som avvattnar avrinningsområdet har biflödesordning 2, vilket innebär att vattnet flödar genom totalt 2 vattendrag innan det når havet efter 268 kilometer. Avrinningsområdet består mestadels av skog (84 procent). Avrinningsområdet har 0,39 kvadratkilometer vattenytor vilket ger det en sjöprocent på 16,3 procent.